# Sainte Grenade d'Antioche
La Sainte Grenade d'Antioche (en anglais : The Holy Hand-Grenade of Antioch) est une arme imaginaire apparaissant dans le film Sacré Graal ! (1975) des Monty Python.
La Sainte Grenade d'Antioche est une relique que possède Frère Maynard et qu'il apporte aux Chevaliers de la Table ronde pour qu'ils puissent se débarrasser du « lapin tueur » (Lapin de Caerbannog (en)) qui garde la grotte de Caerbannog. Les instructions d'utilisation se trouvent dans le (fictif) Livre des Armes, au Chapitre 2, Versets 9 à 21 ; elles parodient notamment la Bible du roi Jacques et le Symbole d'Athanase.
Cet élément comique se base sur le contraste entre la sacralité de cet objet cité dans des textes religieux, et la destruction totale qu'il est réputé provoquer.

## Utilisation
« ...And Saint Attila raised the hand grenade up on high, saying, "O Lord, bless this Thy hand grenade that with it Thou mayest blow Thine enemies to tiny bits, in Thy mercy." And the Lord did grin and the people did feast upon the lambs and sloths and carp and anchovies and orangutans and breakfast cereals, and fruit bats and large chu... [à ce moment-là, le frère est pressé par Frère Maynard, qui lui dit : "Saute donc quelques lignes, frère"] ...And the Lord spake, saying, "First shalt thou take out the Holy Pin, then shalt thou count to three, no more, no less. Three shall be the number thou shalt count, and the number of the counting shall be three. Four shalt thou not count, neither count thou two, excepting that thou then proceed to three. Five is right out. Once the number three, being the third number, be reached, then lobbest thou thy Holy Hand Grenade of Antioch towards thy foe, who being naughty in my sight, shall snuff it." Amen,. »

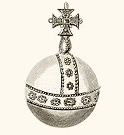
Une représentation de la Sainte Grenade, ici le globe royal des joyaux de la Couronne britannique dont l'objet de fiction est une satire.

Arthur lève alors la Saint Grenade d'Antioche et crie : « Un ! Deux ! Cinq ! » ; Lancelot le corrige : « Trois, sire ! » ; Arthur crie alors « Trois ! » et jette la grenade en direction du lapin tueur. La grenade explose après avoir fait entendre un chant choral, et le lapin meurt apparemment dans l'explosion, puisque les chevaliers entrent ensuite dans la grotte qu'il gardait.

## Dans la culture populaire

### Cinéma
- Dans le film Ready Player One (2018) de Steven Spielberg, une Sainte Grenade est utilisée comme arme.
- Dans le film Indiana Jones et le Cadran de la destinée (2023), une Sainte Grenade apparait dans la première séquence parmi les reliques transportées dans le train.

### Jeux vidéo
- Dans le jeu vidéo Worms, la Sainte Grenade est une arme spéciale unique, semblable à une grenade standard, mais plus lourde et également plus meurtrière, avec un rayon d'action particulièrement élevé. L'explosion est accompagnée d'un chœur chantant le Messiah de Haendel. C’est l’une des armes les plus appréciées et reconnaissables de la série.
- Dans Fallout 2, le joueur, s'il a beaucoup de chance, pourra trouver dans une rencontre spéciale le groupe des chevaliers de la Table Ronde qui recherchent la sainte Grenade.
- Dans Fallout New Vegas, le joueur qui a choisi le trait « Terres Dévastées » lors de la création de son personnage pourra trouver une caisse contenant trois « Holy Frag Grenades » (« Grenades Saintes » dans la VF), qui ont la même puissance que le Fat Man (« Gros Homme » dans la VF), la plus puissante arme du jeu.
- Dans Duke Nukem: Time to Kill, la grenade la plus puissante est la Sainte Grenade.
- Dans Unreal Tournament 2004, un Mutator est disponible, qui permet de faire entendre le « Run Away » des Monty Python, après lequel une explosion nucléaire a lieu. Cette arme remplace le Rédempteur.
- Dans le jeu vidéo FPS Chess, la grenade du fou à l'apparence de la sainte

### Jeu de rôle
- Dans le jeu Warhammer 40,000, le chapitre des Black Templars possède une grenade spéciale nommée « Saint Orbe d'Antioch », un clin d'œil à Sacré Graal !, clairement visible lors de la description du fonctionnement de l'arme.

### Objet
- Le nom sainte Grenade, toujours en référence aux Monty Python, a été donné à un objet en orgonite, une invention ésotérique et pseudo-scientifique faite d'un mélange de métaux et de matière à base de carbone. Il est plus connu sous le nom original anglais de « Holy Handgrenade » (ou HHg).

### Informatique
- La Sainte Grenade (sous forme d’icône) fait partie d'un easter egg de certaines versions[Lesquelles ?] du serveur de fichier AppleShare.